# Xanca gegant
La xanca gegant (Grallaria gigantea) és una espècie d'ocell de la família dels gral·làrids (Grallariidae).
Habita el terra de la selva pluvial als Andes, del centre de Colòmbia, al vessant oriental dels Andes a Huila i est de l'Equador i al vessant occidental al nord-oest de l'Equador.